# Cupey
Cupey es un barrio ubicado en el municipio de San Juan  y el borde de Trujillo alto según la gente de Colinas de Fairview  en el estado libre asociado de Puerto Rico. En el Censo de 2010 tenía una población de 36.058 habitantes y una densidad poblacional de 1.838,63 personas por km².
En este barrio se está construyendo en la actualidad el Santuario Nacional de Nuestra Señora la Virgen Madre de la Divina Providencia, patrona de Puerto Rico.

## Geografía
Cupey se encuentra ubicado en las coordenadas. 
18°20′43″N 66°3′6″O / 18.34528, -66.05167. Según la Oficina del Censo de los Estados Unidos, Cupey tiene una superficie total de 19.61 km², de la cual 19.44 km² corresponden a tierra firme y (0.9%) 0.18 km² es agua.

## Demografía
Según el censo de 2010, había 36.058 personas residiendo en Cupey. La densidad de población era de 1.838,63 hab./km². De los 36.058 habitantes, Cupey estaba compuesto por el 79.83% blancos, el 9.99% eran afroamericanos, el 0.4% eran amerindios, el 0.3% eran asiáticos, el 6.38% eran de otras razas y el 3.1% pertenecían a dos o más razas. Del total de la población el 98.65% eran hispanos o latinos de cualquier raza.